# 877 (szám)
A 877 (római számmal: DCCCLXXVII) egy természetes szám, prímszám.

## A szám a matematikában
A tízes számrendszerbeli 877-es a kettes számrendszerben 1101101101, a nyolcas számrendszerben 1555, a tizenhatos számrendszerben 36D alakban írható fel.
A 877 páratlan szám, prímszám és Bell-szám. Normálalakban a 8,77 · 102 szorzattal írható fel.
Szigorúan nem palindrom szám.
A 877 négyzete 769 129, köbe 674 526 133, négyzetgyöke 29,61419, köbgyöke 9,57194, reciproka 0,0011403. A 877 egység sugarú kör kerülete 5510,35351 egység, területe 2 416 290,016 területegység; a 877 egység sugarú gömb térfogata 2 825 448 458,8 térfogategység.
A 877 helyen az Euler-függvény helyettesítési értéke 876, a Möbius-függvényé −1.